# Laver Cup de 2019
A Laver Cup de 2019 foi a 3ª edição do torneio entre as equipes da Europa e do resto do mundo do tênis masculino.

## Seleção de jogadores
Em 13 de dezembro de 2018, Roger Federer e Rafael Nadal foram os primeiros jogadores a confirmar participação para o Time Europa. Durante o ATP de Madri de 2019, Stan Wawrinka expressou o interesse em participar do evento com Federer, mas em vez disso, optou por jogar o St. Petersburg Open de 2019, na Rússia. Em 14 de junho de 2019, Dominic Thiem, Alexander Zverev e Fabio Fognini anunciaram suas participações pelo Time Europa. Em 3 de julho de 2019, Kevin Anderson, John Isner, Milos Raonic, e Denis Shapovalov foram anunciados pelo Time Mundo. Stefanos Tsitsipas e Nick Kyrgios confirmados para o evento em 13 de agosto. Como suas últimas escolhas, o capitão do Time Mundo, John McEnroe, escolheu Jack Sock e Taylor Fritz, com Fritz substituindo o lesionado Anderson.

## Participantes
| Time Europa                  | Time Europa |
| ---------------------------- | ----------- |
| Capitão: Björn Borg          |             |
| Vice-capitão: Thomas Enqvist |             |
| Jogador                      | Rank*       |
| Rafael Nadal                 | 2           |
| Roger Federer                | 3           |
| Dominic Thiem                | 5           |
| Alexander Zverev             | 6           |
| Stefanos Tsitsipas           | 7           |
| Fabio Fognini                | 11          |
| Roberto Bautista Agut        | 10          |

| Time Mundo                    | Time Mundo |
| ----------------------------- | ---------- |
| Capitão: John McEnroe         |            |
| Vice-capitão: Patrick McEnroe |            |
| Jogador                       | Rank*      |
| Kevin Anderson                | 18         |
| John Isner                    | 20         |
| Milos Raonic                  | 24         |
| Nick Kyrgios                  | 27         |
| Taylor Fritz                  | 30         |
| Denis Shapovalov              | 33         |
| Jack Sock                     | 208        |
| Jordan Thompson               | 53         |

|  | Retirada     |
|  | Substituição |
|  | Alternate    |

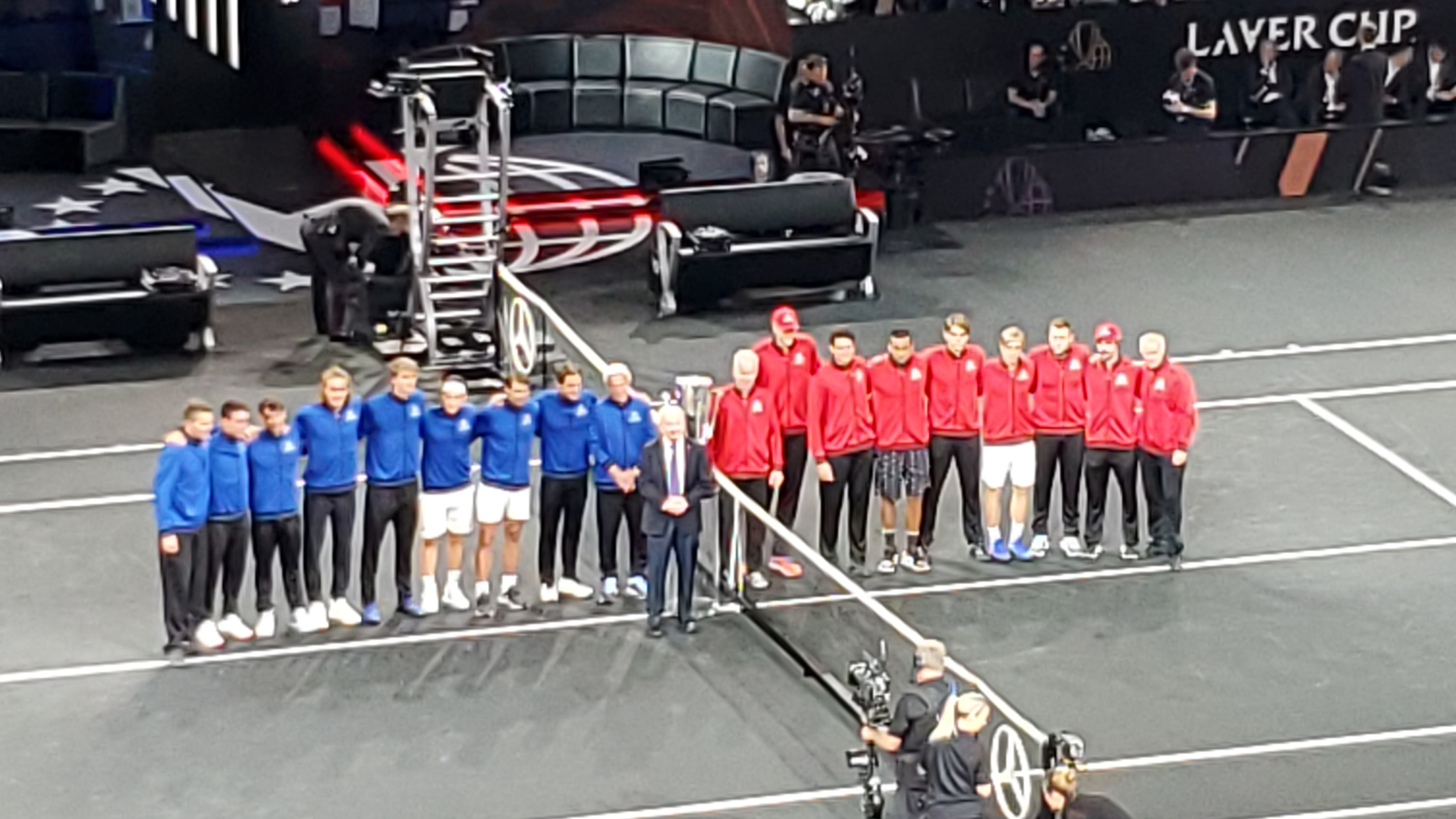
Equipes da Laver Cup de 2019, com o Time Europa em azul e o Time Mundo em vermelho. Cerimônia de abertura com o nome do evento Rod Laver.

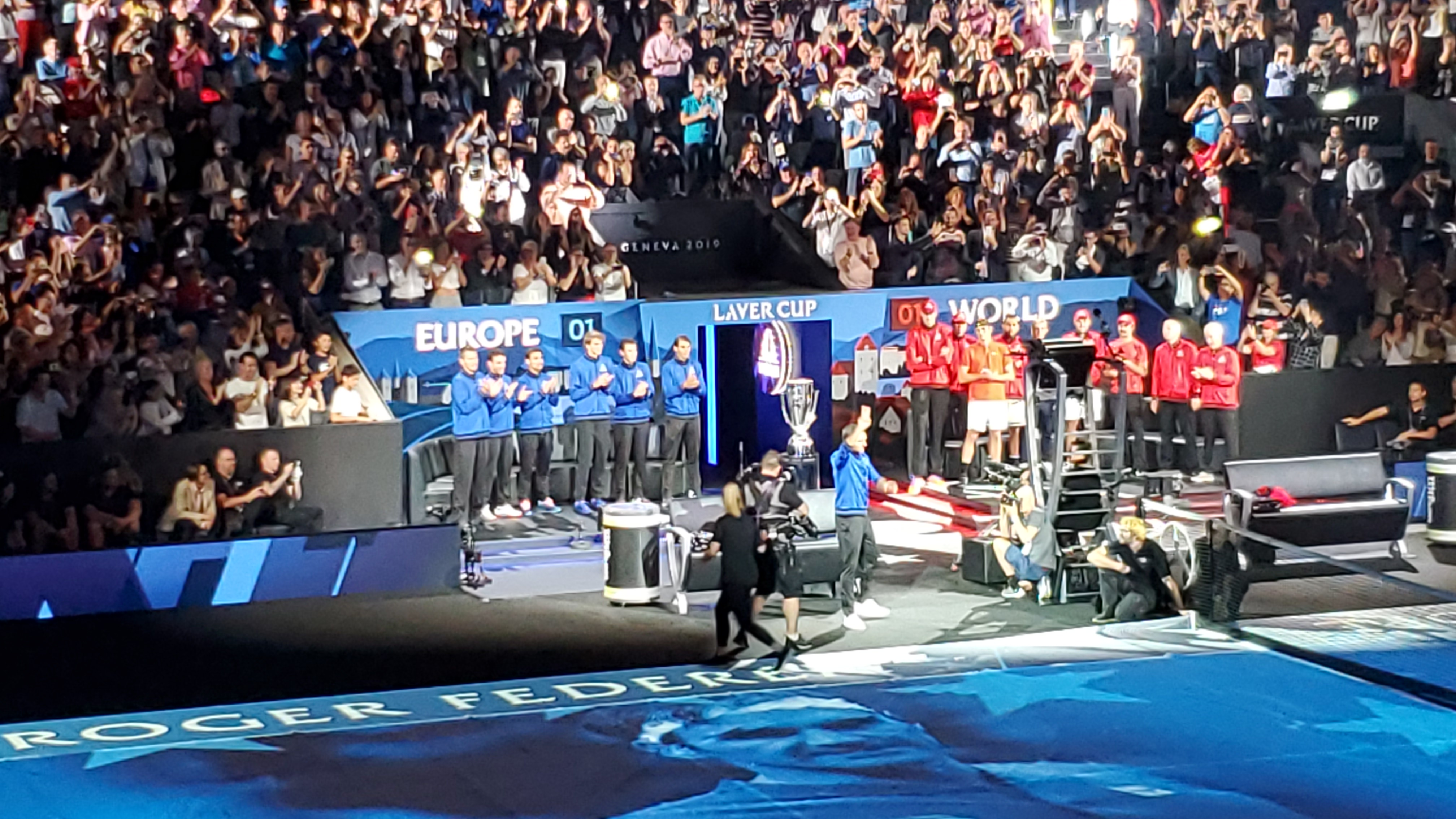
Roger Federer sendo apresentado.

* Rankings de simples de 16 de setembro de 2019

## Jogos
No dia 1, cada vitória vale 1 ponto; no 2, 2 pontos; no 3, 3 pontos. A primeira equipe com 13 pontos conquista o torneio.
| Dia | Data   | Modalidade | Jogador visitante (Europa)       | Jogador mandante (Mundo)   | Resultado         | Placar geral |
| --- | ------ | ---------- | -------------------------------- | -------------------------- | ----------------- | ------------ |
| 1   | 21-set | Simples    | Dominic Thiem                    | Denis Shapovalov           | 6–4, 5–7, [13–11] | 1–0          |
| 1   | 21-set | Simples    | Fabio Fognini                    | Jack Sock                  | 1–6, 36–7         | 1–1          |
| 1   | 21-set | Simples    | Stefanos Tsitsipas               | Taylor Fritz               | 6–2, 1–6, [10–7]  | 2–1          |
| 1   | 21-set | Duplas     | Roger Federer Alexander Zverev   | Denis Shapovalov Jack Sock | 6–3, 7–5          | 3–1          |
| 2   | 22-set | Simples    | Alexander Zverev                 | John Isner                 | 7–62, 4–6, [1–10] | 3–3          |
| 2   | 22-set | Simples    | Roger Federer                    | Nick Kyrgios               | 56–7, 7–5, [10–7] | 5–3          |
| 2   | 22-set | Simples    | Rafael Nadal                     | Milos Raonic               | 6–3, 7–61         | 7–3          |
| 2   | 22-set | Duplas     | Rafael Nadal Stefanos Tsitsipas  | Nick Kyrgios Jack Sock     | 4–6, 6–3, [6–10]  | 7–5          |
| 3   | 23-set | Duplas     | Roger Federer Stefanos Tsitsipas | John Isner Jack Sock       | 7–5, 4–6, [8–10]  | 7–8          |
| 3   | 23-set | Simples    | Dominic Thiem                    | Taylor Fritz               | 5–7, 7–63, [5–10] | 7–11         |
| 3   | 23-set | Simples    | Roger Federer                    | John Isner                 | 6–4, 7–63         | 10–11        |
| 3   | 23-set | Simples    | Alexander Zverev                 | Milos Raonic               | 6–4, 3–6, [10–4]  | 13–11        |

## Estatísticas dos jogadores
| Nac.           | Jogador            | Time   | Partidas | Vitórias–Derrotas | Vitórias–Derrotas | Vitórias–Derrotas | Pontos  | Pontos | Pontos |
| Nac.           | Jogador            | Time   | Partidas | Simples           | Duplas            | Total             | Simples | Duplas | Total  |
| -------------- | ------------------ | ------ | -------- | ----------------- | ----------------- | ----------------- | ------- | ------ | ------ |
| Austrália      | Nick Kyrgios       | Mundo  | 2        | 0–1               | 1–0               | 1–1               | 0–2     | 2–0    | 2–2    |
| Áustria        | Dominic Thiem      | Europa | 2        | 1–1               | 0–0               | 1–1               | 1–3     | 0–0    | 1–3    |
| Canadá         | Milos Raonic       | Mundo  | 2        | 0–2               | 0–0               | 0–2               | 0–5     | 0–0    | 0–5    |
| Canadá         | Denis Shapovalov   | Mundo  | 2        | 0–1               | 0–1               | 0–2               | 0–1     | 0–1    | 0–2    |
| Alemanha       | Alexander Zverev   | Europa | 3        | 1–1               | 1–0               | 2–1               | 3–2     | 1–0    | 4–2    |
| Grécia         | Stefanos Tsitsipas | Europa | 3        | 1–0               | 0–2               | 1–2               | 1–0     | 0–5    | 1–5    |
| Itália         | Fabio Fognini      | Europa | 1        | 0–1               | 0–0               | 0–1               | 0–1     | 0–0    | 0–1    |
| Espanha        | Rafael Nadal       | Europa | 2        | 1–0               | 0–1               | 1–1               | 2–0     | 0–2    | 2–2    |
| Suíça          | Roger Federer      | Europa | 4        | 2–0               | 1–1               | 3–1               | 5–0     | 1–3    | 6–3    |
| Estados Unidos | Taylor Fritz       | Mundo  | 2        | 1–1               | 0–0               | 1–1               | 3–1     | 0–0    | 3–1    |
| Estados Unidos | John Isner         | Mundo  | 3        | 1–1               | 1–0               | 2–1               | 2–3     | 3–0    | 5–3    |
| Estados Unidos | Jack Sock          | Mundo  | 4        | 1–0               | 2–1               | 3–1               | 1–0     | 5–1    | 6–1    |